# یواس‌اس کابانا (دی‌ئی-۲۶۰)
یواس‌اس کابانا (دی‌ئی-۲۶۰) (به انگلیسی: USS Cabana (DE-260)) یک کشتی بود که طول آن ۲۸۹ فوت ۵ اینچ (۸۸٫۲۱ متر) بود. این کشتی در سال ۱۹۴۳ ساخته شد.